# Крошня (станція)
Крошня — проміжна станція 5-го класу Коростенської дирекції Південно-Західної залізниці (Україна), розміщена на дільниці Звягель I — Житомир між зупинним пунктом Старт (відстань — 4 км) і станцією Житомир (4 км). Відстань до ст. Звягель I — 87 км.

## Історія
Розташована в північній частині однойменної місцевості, на межі Житомира і Житомирського району.
Відкрита наприкінці XX століття як зупинний пункт. У 2014 році зупинний пункт переведено в розряд станцій. Плануються роботи з електрифікації дільниці.